# Mika Kallio
Mika Kallio (Valkeakoski, 1982. november 8. –) finn motorversenyző, a MotoGP-ben a KTM tesztpilótája. Testvére, Vesa szintén motorversenyző.
A sorozatban 2001-ben mutatkozott be, a szintén finn Ajo Motorsport színeiben. 2002-ben az év újonca lett. 2003-ban a Red Bull KTM-hez szerződött, ezzel a csapattal 2005-ben és 2006-ban is második lett. 2007-ben már a negyedliteresek között szerepelt, ugyanennek a csapatnak a színeiben. Első évében hetedik lett, a japán és a valenciai futamot megnyerve. 2008-ban már jobban szerepelt, sokáig a vb-címre is esélyes volt. A szezon második felére azonban kicsit visszaesett a teljesítménye, végül harmadik lett.
2009-ben felkerült a MotoGP királykategóriájába, ahol összesen két szezont töltött. Mivel nem érezte igazán jól magát a királykategóriában, 2011-ben visszalépett egyet, és a negyedliteres géposztály addigra felváltó Moto2-ben kapott szerződést, azóta itt versenyez. Legjobb eredménye itt egy második hely 2014-ből.

## Karrierje

### A kezdetek
Kallio 1997-ben mutatkozott be a finn 125-ös bajnokságban, amelyet 1999-ben és 2000-ben meg is nyert. Utóbbi évben skandináv bajnok is lett.
Az országúti versenyzés mellett Kallio a jégmotorozásban is sikeres volt. A 125-ösök között 2000-ben, 2004-ben és 2005-ben is bajnoki címet szerzett. 2004-ben és 2006-ban az 500 köbcentiméteresek között is a csúcsra ért.

### 125 cm³ (2001–2006)
Kallio a gyorsaságimotoros-világbajnokságon 2001-ben mutatkozott be, ekkor egy versenyen, a Német Nagydíjon indult szabadkártyásként. 2002-ben, első teljes szezonjában rögtön az év újonca lett. A szezont a tizenegyedik helyen zárta, 78 ponttal. Legjobb eredménye egy ötödik hely volt.
2003-ban szezon közben átigazolt a Red Bull KTM csapatához. Itt első versenyén rögtön egy negyedik helyezést ért el, ami addigi legjobb eredménye volt. Malajziában már a dobogóra is felállhatott, második lett. 2004-ben nem szerepelt jól, sokszor kiesett. Legjobb eredménye egy második hely volt Portugáliában.
A következő idényben már esélyes volt a világbajnoki címre is. A Katari Nagydíjon történt egy kisebb botrány is, ugyanis a versenyt Talmácsi Gábor nyerte Kallio előtt, mindössze 17 ezredmásodperccel. Csakhogy Talmácsinak a csapatutasítás miatt, miszerint Kallio vb-esélyes, ő pedig nem, mögötte kellett volna befutnia. Erről később azt mondta, a futam után úgy készült, megüti Talmácsit, de sikerült türtőztetnie magát. Mint később kiderült, az itt elvesztett öt ponttal Kallio világbajnok lett volna. Talmácsi a szezonzáró után elhagyta a csapatot. 2006-ban, bár ismét második lett, ezúttal jócskán lemaradva végzett ezen a helyen, Álvaro Bautista simán, nyolc győzelemmel megszerezte a világbajnoki címet. Kallio háromszor állhatott fel a dobogó legfelső fokára. Év végén ő lett az év finn autó- és motorsport-versenyzője, megelőzve többek között Kimi Räikkönent.

### 250 cm³ (2007–2008)
2007-re a csapattól a negyedliteres géposztályba kapott szerződést. Csapattársa Hirosi Aojama volt. A szezon nehezen indult, ugyanis az első két versenyen kiesett, egyaránt műszaki hiba miatt. Később még további négy alkalommal kellett versenyt feladnia, azonban kétszer győzni is tudott, valamint további két alkalommal felállhatott a dobogóra, egyszer második, egyszer harmadik lett. A szezont a hetedik helyen zárta 157 ponttal. Bautista mögött ő lett a második legjobb újonc.
2008-ban ismét a KTM-nél versenyzett. A szezon elején sokáig Bautistával harcolt a világbajnoki címért, az első négy versenyen kétszer-kétszer a harmadik és az első helyen végzett. Később visszaesett mind Bautista, de még inkább az ő teljesítménye, ugyanis a szezon hátralévő részében már csak egy verseny tudott nyerni. Az idény végén harmadik lett, a világbajnok Marco Simoncelli és Bautista mögött.

### MotoGP (2009–2010)
A negyedliteres harmadik helyezése után, 2009-ben a királykategóriában indult, az általában sereghajtónak számító Pramac Racing csapatánál. Csapattársa a szintén GP-újonc Niccolò Canepa volt. A szezon közepénél a gyári Ducati csapatánál versenyző ausztrál világbajnok Casey Stoner három versenyt volt kénytelen kihagyni vérszegénység és egyéb betegségek miatt. Helyére először a Superbike-ban versenyző Michel Fabrizio, majd a maradék két versenyre Kallio ugrott be. A gyári Ducatival nem szerepelt rosszul, nyolcadik, majd hetedik lett, többször versenyben volt ideiglenes csapattársával, az amerikai Nicky Haydennel is. Egyébként a Pramackal mind Kallio, mind Canepa túlszárnyalja az előzetes várakozásokat, mindketten többször végeztek a legjobb 10-ben.
2010-es csapattársa, Aleix Espargaró már komolyabb ellenfélnek bizonyult, ugyanis általában legalább Kallio szintjét tudta produkálni, azonban többször gyorsabbnak is bizonyult nála. Kalliónak mindössze kétszer sikerült bekerülnie a legjobb tíz közé, Spanyolországban hetedik, Laguna Secában pedig kilencedik lett. Az év végi eredmény ennek ellenére csalódást keltett, Kallio ugyanis csak tizenhetedik lett. 2011-re a kölcsönös bizalmatlanság miatt már nem is kapott szerződést.

### Moto2
2010 őszén bejelentették, hogy Kallio a 2011-es szezonban a Marc VDS Racing Team tagja lesz, csapattársaként pedig a brit Scott Reddinget nevezte meg a csapat. Első idényében mindössze a szezonzárón állhatott dobogóra, valamint ötször a versenyt is feladni kényszerült, emiatt év végén csak tizenhatodik lett.
2012-re a Marc VDS Kalex vázra váltott, emiatt pedig érezhetően előreléptek. Bár Kallio ismét csak egyszer állt dobogóra (brit nagydíj), sokkal kiegyensúlyozottabb teljesítményt nyújtott, mindössze egyszer esett ki, valamint egyszer végzett a pontszerző helyeken kívül. Csapattársa ötször is dobogóra állhatott, így megelőzte Kalliót összetettben. 2013-ra a csapat még eggyel feljebb lépett, ugyanis mindkét versenyzője a legjobb négy között zárta a szezont. Kallio számára Csehországban a győzelem is összejött, mégis ő végzett rosszabb helyen csapaton belül, ugyanis Redding háromszor is felállhatott a dobogó legtetejére. 2014-re Kallio ismét egy erős csapattársat kapott Esteve Rabat személyében. Ezúttal is Kallio maradt alul, ugyanis hiába aratott a finn három győzelmet is, Rabat csak egyszer végzett negyediknél rosszabb helyen, míg Kallio egyszer hatodik és kétszer hetedik is volt, míg a szezonzárón kiállni kényszerült. Rabat megszerezte a világbajnoki címet, míg Kallio mögötte második lett, ötvenhét pontos lemaradással.
2015-ben az Italtrans Racingnél versenyez.

## Statisztika
| Év       | Géposztály | Motor     | Csapat                      | Verseny | Győzelem | Dobogó | Pole | LKör | Pont | Poz. | VB |
| -------- | ---------- | --------- | --------------------------- | ------- | -------- | ------ | ---- | ---- | ---- | ---- | -- |
| 2001     | 125 cm³    | Honda     | Team Red Devil Honda        | 2       | 0        | 0      | 0    | 0    | 0    | -    | –  |
| 2002     | 125 cm³    | Honda     | Red Devil Honda             | 16      | 0        | 0      | 0    | 0    | 78   | 11.  | –  |
| 2003     | 125 cm³    | Honda KTM | Ajo Motorsport Red Bull KTM | 16      | 0        | 1      | 0    | 0    | 88   | 11.  | –  |
| 2004     | 125 cm³    | KTM       | Red Bull KTM                | 16      | 0        | 1      | 0    | 0    | 86   | 10.  | –  |
| 2005     | 125 cm³    | KTM       | Red Bull KTM GP125          | 16      | 4        | 10     | 8    | 3    | 237  | 2.   | –  |
| 2006     | 125 cm³    | KTM       | Red Bull KTM GP125          | 16      | 3        | 11     | 4    | 1    | 262  | 2.   | –  |
| 2007     | 250 cm³    | KTM       | Red Bull KTM 250            | 17      | 2        | 4      | 2    | 2    | 157  | 7.   | –  |
| 2008     | 250 cm³    | KTM       | Red Bull KTM 250            | 16      | 3        | 6      | 0    | 2    | 196  | 3.   | –  |
| 2009     | MotoGP     | Ducati    | Pramac Racing               | 16      | 0        | 0      | 0    | 0    | 71   | 15.  | –  |
| 2009     | MotoGP     | Ducati    | Ducati Marlboro             | 16      | 0        | 0      | 0    | 0    | 71   | 15.  | –  |
| 2010     | MotoGP     | Ducati    | Pramac Racing               | 16      | 0        | 0      | 0    | 0    | 43   | 17.  | –  |
| 2011     | Moto2      | Suter     | Marc VDS Racing Team        | 17      | 0        | 1      | 0    | 0    | 61   | 16.  | –  |
| 2012     | Moto2      | Kalex     | Marc VDS Racing Team        | 17      | 0        | 1      | 0    | 0    | 130  | 6.   | –  |
| 2013     | Moto2      | Kalex     | Marc VDS Racing Team        | 17      | 1        | 4      | 1    | 1    | 188  | 4.   | –  |
| 2014     | Moto2      | Kalex     | Marc VDS Racing Team        | 18      | 3        | 10     | 3    | 3    | 289  | 2.   | –  |
| 2015     | Moto2      | Kalex     | Italtrans Racing Team       | 18      | 0        | 0      | 0    | 0    | 72   | 15.  | –  |
| 2015     | Moto2      | Speed Up  | QMMF Racing Team            | 18      | 0        | 0      | 0    | 0    | 72   | 15.  | –  |
| 2016     | MotoGP     | KTM       | Red Bull KTM Factory Racing | 1       | 0        | 0      | 0    | 0    | 0    | NC   | –  |
| 2017     | MotoGP     | KTM       | Red Bull KTM Factory Racing | 4       | 0        | 0      | 0    | 0    | 11   | 24.  | –  |
| 2018     | MotoGP     | KTM       | Red Bull KTM Factory Racing | 2       | 0        | 0      | 0    | 0    | 6    | 25.  | –  |
| 2019     | MotoGP     | KTM       | Red Bull KTM Factory Racing | 6       | 0        | 0      | 0    | 0    | 7    | 26.  | –  |
| 2020     | MotoGP     | KTM       | Red Bull KTM Tech3          | 1       | 0        | 0      | 0    | 0    | 0    | 24.  | –  |
| Összesen |            |           |                             | 246     | 16       | 49     | 18   | 12   | 1982 |      | 0  |

- * Szezon folyamatban.

## Teljes MotoGP-eredménylistája
(Táblázat értelmezése)

(Félkövér: pole-pozícióból indult; dőlt: leggyorsabb kört futott) 

| Év   | Géposztály | Motor    | 1      | 2      | 3      | 4      | 5      | 6      | 7      | 8       | 9      | 10     | 11     | 12     | 13     | 14     | 15     | 16     | 17     | 18     | 19     | Poz. | Pont |
| ---- | ---------- | -------- | ------ | ------ | ------ | ------ | ------ | ------ | ------ | ------- | ------ | ------ | ------ | ------ | ------ | ------ | ------ | ------ | ------ | ------ | ------ | ---- | ---- |
| 2001 | 125 cm³    | Honda    | JPN    | RSA    | SPA    | FRA    | ITA    | CAT    | NED    | GBR     | GER Ki | CZE    | POR    | VAL Ki | PAC    | AUS    | MAL    | BRA    |        |        |        | -    | 0    |
| 2002 | 125 cm³    | Honda    | JPN Ki | RSA 12 | SPA 5  | FRA 8  | ITA Ki | CAT 9  | NED Ki | GBR Ki  | GER 9  | CZE 10 | POR 8  | BRA 8  | PAC 6  | MAL 7  | AUS Ki | VAL 16 |        |        |        | 11.  | 78   |
| 2003 | 125 cm³    | Honda    | JPN 11 | RSA 7  | SPA 16 | FRA Ki | ITA 13 | CAT 7  | NED 11 | GBR 7   | GER 10 |        |        |        |        |        |        |        |        |        |        | 11.  | 88   |
| 2003 | 125 cm³    | KTM      |        |        |        |        |        |        |        |         |        | CZE 4  | POR Ki | BRA 19 | PAC 7  | MAL 2  | AUS Ki | VAL Ki |        |        |        | 11.  | 88   |
| 2004 | 125 cm³    | KTM      | RSA 12 | SPA Ki | FRA 6  | ITA Ki | CAT 9  | NED Ki | BRA 8  | GER 5   | GBR 4  | CZE Ki | POR 2  | JPN Ki | QAT 4  | MAL Ki | AUS Ki | VAL Ki |        |        |        | 10.  | 86   |
| 2005 | 125 cm³    | KTM      | SPA 2  | POR 1  | CHN 11 | FRA 3  | ITA Ki | CAT 3  | NED Ki | GBR 7   | GER 1  | CZE 2  | JPN 1  | MAL 2  | QAT 2  | AUS 5  | TUR Ki | VAL 1  |        |        |        | 2.   | 237  |
| 2006 | 125 cm³    | KTM      | SPA 4  | QAT 2  | TUR 6  | CHN 1  | FRA 2  | ITA 6  | CAT Ki | NED 1   | GBR 2  | GER 8  | CZE 2  | MAL 2  | AUS 2  | JPN 1  | POR 3  | VAL 2  |        |        |        | 2.   | 262  |
| 2007 | 250 cm³    | KTM      | QAT Ki | SPA Ki | TUR 6  | CHN 5  | FRA 7  | ITA Ki | CAT 6  | GBR 6   | NED 8  | GER 2  | CZE 3  | RSM Ki | POR Ki | JPN 1  | AUS Ki | MAL 4  | VAL 1  |        |        | 7.   | 157  |
| 2008 | 250 cm³    | KTM      | QAT 3  | SPA 1  | POR 3  | CHN 1  | FRA 5  | ITA 4  | CAT Ki | GBR 1   | NED 7  | GER 4  | CZE 5  | RSM Ki | IND C  | JPN 4  | AUS 3  | MAL Ki | VAL 11 |        |        | 3.   | 196  |
| 2009 | MotoGP     | Ducati   | QAT 8  | JPN 8  | SPA Ki | FRA Ki | ITA 13 | CAT 9  | NED Ki | USA Sér | GER 14 | GBR 10 | CZE Ki | IND 8  | SMR 7  | POR Ki | AUS 9  | MAL 10 | VAL 9  |        |        | 15.  | 71   |
| 2010 | MotoGP     | Ducati   | QAT Ki | SPA 7  | FRA 13 | ITA Ki | GBR 13 | NED 11 | CAT 12 | GER Ki  | USA 9  | CZE Ki | IND Ki | SMR Ki | ARA 14 | JPN 15 | MAL 12 | AUS 11 | POR    | VAL    |        | 17.  | 43   |
| 2011 | Moto2      | Suter    | QAT 20 | SPA 17 | POR Ki | FRA Ki | CAT 8  | GBR Ki | NED Ki | ITA 17  | GER ni | CZE 13 | IND 9  | RSM 15 | ARA 10 | JPN 10 | AUS 16 | MAL 6  | VAL 2  |        |        | 16.  | 61   |
| 2012 | Moto2      | Kalex    | QAT 10 | SPA 7  | POR 9  | FRA 5  | CAT 9  | GBR 10 | NED 10 | GER 2   | ITA 11 | IND 4  | CZE 9  | RSM 4  | ARA 15 | JPN 16 | MAL 6  | AUS Ki | VAL 7  |        |        | 6.   | 130  |
| 2013 | Moto2      | Kalex    | QAT 5  | AME 3  | SPA Ki | FRA 2  | ITA 5  | CAT 9  | NED 4  | GER 12  | IND 7  | CZE 1  | GBR 6  | RSM 9  | ARA 5  | MAL 4  | AUS 7  | JPN 2  | VAL 14 |        |        | 4.   | 188  |
| 2014 | Moto2      | Kalex    | QAT 2  | AME 4  | ARG 7  | SPA 1  | FRA 1  | ITA 6  | CAT 4  | NED 3   | GER 2  | IND 1  | CZE 2  | GBR 2  | RSM 2  | ARA 7  | JPN 5  | AUS 4  | MAL 2  | VAL Ki |        | 2.   | 289  |
| 2015 | Moto2      | Kalex    | QAT 6  | AME 8  | ARG 4  | SPA Ki | FRA Ki | ITA Ki | CAT 12 | NED 8   | GER 12 | IND Ki | CZE 15 | GBR 20 | RSM Ki |        |        |        |        |        |        | 15.  | 72   |
| 2015 | Moto2      | Speed Up |        |        |        |        |        |        |        |         |        |        |        |        |        | ARA 11 | JPN 15 | AUS 8  | MAL 12 | VAL 10 |        | 15.  | 72   |
| 2016 | MotoGP     | KTM      | QAT    | ARG    | AME    | SPA    | FRA    | ITA    | CAT    | NED     | GER    | AUT    | CZE    | GBR    | RSM    | ARA    | JPN    | AUS    | MAL    | VAL Ki |        | -    | 0    |
| 2017 | MotoGP     | KTM      | QAT    | ARG    | AME    | SPA    | FRA    | ITA    | CAT    | NED     | GER 16 | CZE    | AUT 10 | GBR    | RSM    | ARA 11 | JPN    | AUS    | MAL    | VAL Ki |        | 24.  | 11   |
| 2018 | MotoGP     | KTM      | QAT    | ARG    | AME    | SPA 10 | FRA    | ITA    | CAT Ki | NED     | GER ni | CZE    | AUT    | GBR    | RSM    | ARA    | THA    | JPN    | AUS    | MAL    | VAL    | 25.  | 6    |
| 2019 | MotoGP     | KTM      | QAT    | ARG    | AME    | SPA    | FRA    | ITA    | CAT    | NED     | GER    | CZE    | AUT    | GBR    | RSM    | ARA 17 | THA Ki | JPN 14 | AUS Ki | MAL 15 | VAL 12 | 26.  | 7    |
| 2020 | MotoGP     | KTM      | ESP    | ANC    | CZE    | AUT    | STY    | RSM    | EMR    | CAT     | FRA    | ARA    | TER    | EUR    | VAL    | POR 17 |        |        |        |        |        | 24.  | 0    |